# Memmingen

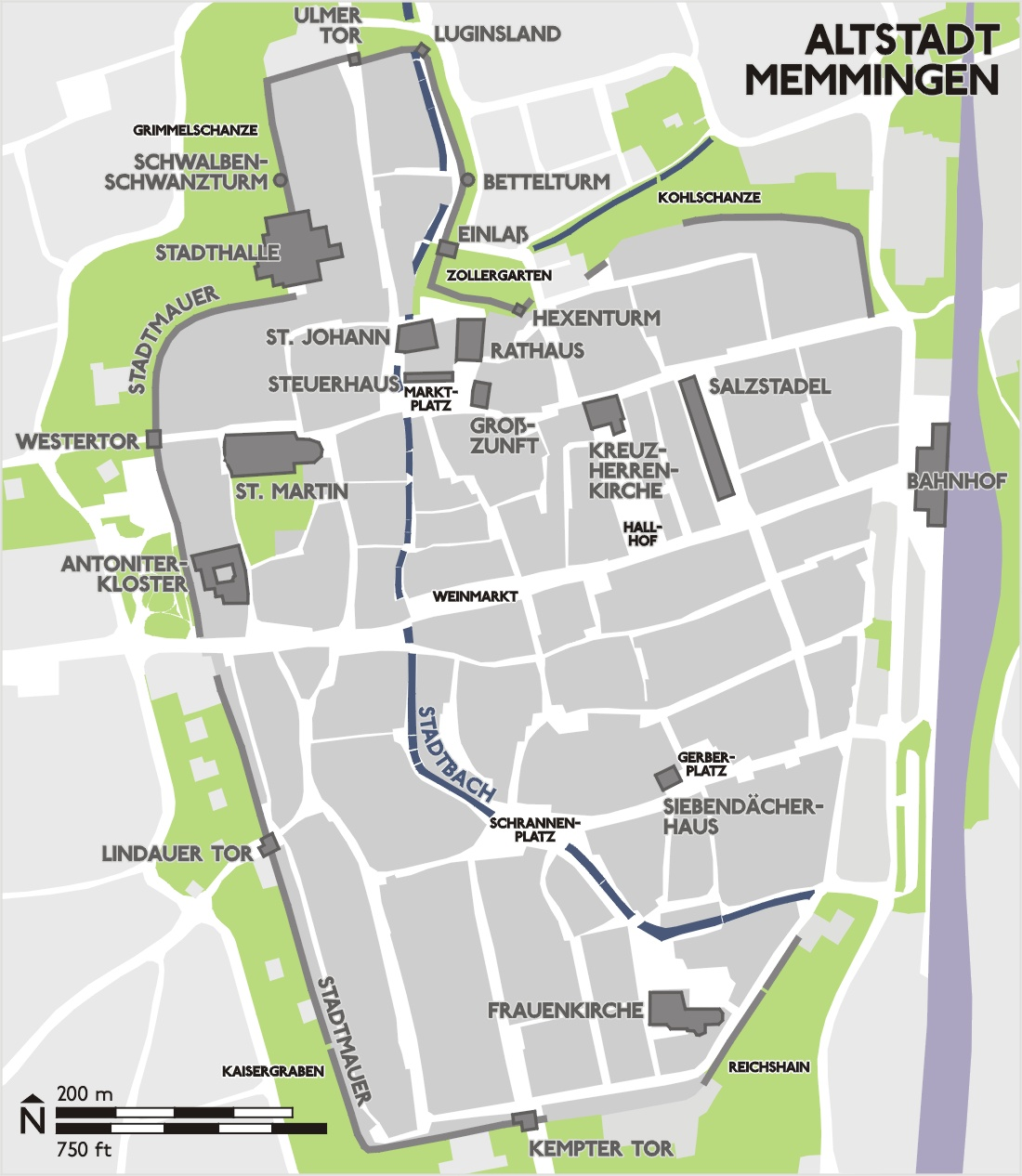
Ciutat vella amb punts turístics

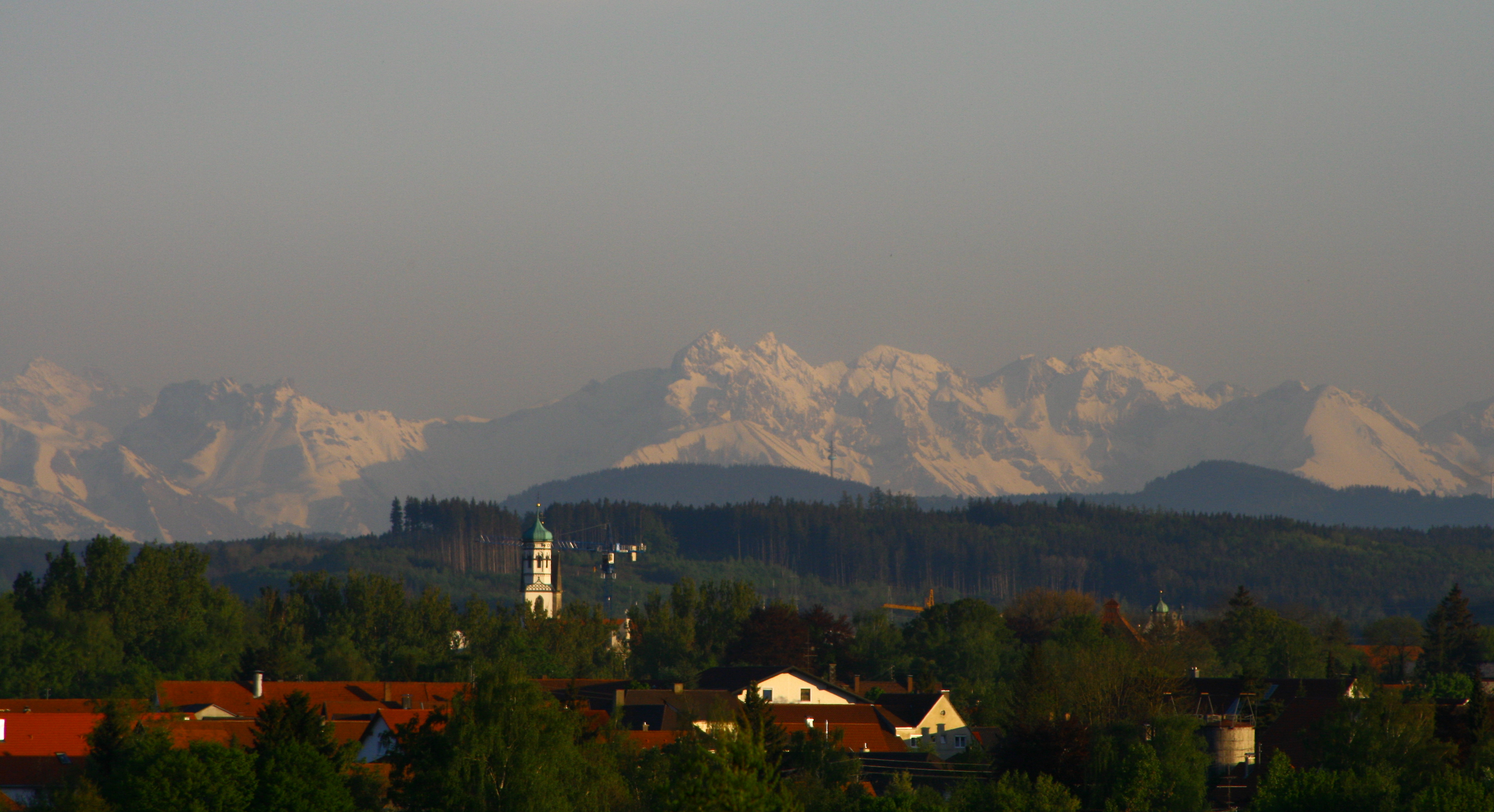
Memmingen amb els Alps de fons

Memmingen és una ciutat lliure situada a Baviera dins de la demarcació de Suàbia, concretament a la Suàbia Superior. Constitueix la capital administrativa i comercial de la regió Donau-Iller. El seu territori té com a frontera Oest el riu Iller, que separa l'estat de Baviera de l'estat de Baden-Württemberg; al Nord, Est i Sud limita amb el districte d'Unterallgäu.
Amb els seus 41.021 habitants és la cinquena ciutat de Suàbia. Els seus orígens es remunten a l'època romana. La seva part antiga és una de les més ben conservades d'Alemanya, amb moltes places, cases burgeses i de l'aristocràcia, palaus i muralles. És un important nus de comunicacions, ja sigui per carretera, tren o avió, amb l'aeroport de Memmingen, també anomenat aeroport d'Allgäu. Memmingen és també coneguda per les festes de Wallenstein, que tenen lloc cada quatre anys.

## Geografia

### Clima
| Paràmetres climàtics mitjans de Memmingen | Paràmetres climàtics mitjans de Memmingen | Paràmetres climàtics mitjans de Memmingen | Paràmetres climàtics mitjans de Memmingen | Paràmetres climàtics mitjans de Memmingen | Paràmetres climàtics mitjans de Memmingen | Paràmetres climàtics mitjans de Memmingen | Paràmetres climàtics mitjans de Memmingen | Paràmetres climàtics mitjans de Memmingen | Paràmetres climàtics mitjans de Memmingen | Paràmetres climàtics mitjans de Memmingen | Paràmetres climàtics mitjans de Memmingen | Paràmetres climàtics mitjans de Memmingen | Paràmetres climàtics mitjans de Memmingen |
| Mes                                       | Gen.                                      | Feb.                                      | Mar.                                      | Abr.                                      | Mai.                                      | Jun.                                      | Jul.                                      | Ago.                                      | Set.                                      | Oct.                                      | Nov.                                      | Des.                                      | Anual                                     |
| ----------------------------------------- | ----------------------------------------- | ----------------------------------------- | ----------------------------------------- | ----------------------------------------- | ----------------------------------------- | ----------------------------------------- | ----------------------------------------- | ----------------------------------------- | ----------------------------------------- | ----------------------------------------- | ----------------------------------------- | ----------------------------------------- | ----------------------------------------- |
| Temperatura màxima registrada °C (°F)     | 15,6 (60,1)                               | 19,5 (67,1)                               | 22,8 (73)                                 | 28,0 (82,4)                               | 30,4 (86,7)                               | 33,3 (91,9)                               | 35,8 (96,4)                               | 34,8 (94,6)                               | 29,6 (85,3)                               | 26,5 (79,7)                               | 20,7 (69,3)                               | 16,5 (61,7)                               | 35,8 (96,4)                               |
| Temperatura mínima registrada °C (°F)     | −25,2 (−13,4)                             | −22,5 (−8,5)                              | −25,1 (−13,2)                             | −8,7 (16,3)                               | −2,4 (27,7)                               | 1,6 (34,9)                                | 3,9 (39)                                  | 3,2 (37,8)                                | −1,6 (29,1)                               | −6,6 (20,1)                               | −15,4 (4,3)                               | −19,8 (−3,6)                              | −25,2 (−13,4)                             |
| Temperatura diària màxima °C (°F)         | 2,3 (36,1)                                | 4,0 (39,2)                                | 8,8 (47,8)                                | 13,1 (55,6)                               | 17,9 (64,2)                               | 21,2 (70,2)                               | 23,4 (74,1)                               | 23,0 (73,4)                               | 18,5 (65,3)                               | 13,3 (55,9)                               | 6,8 (44,2)                                | 3,3 (37,9)                                | 13,0 (55,4)                               |
| Temperatura diària mínima °C (°F)         | −3,8 (25,2)                               | −3,7 (25,3)                               | −0,2 (31,6)                               | 2,5 (36,5)                                | 7,1 (44,8)                                | 10,5 (50,9)                               | 12,4 (54,3)                               | 12,0 (53,6)                               | 8,5 (47,3)                                | 4,9 (40,8)                                | 0,3 (32,5)                                | −2,5 (27,5)                               | 4,0 (39,2)                                |
| Precipitació total mm (polzades)          | 51,6 (2)                                  | 45,1 (1,8)                                | 59,4 (2,3)                                | 70,2 (2,8)                                | 103,9 (4,1)                               | 122,4 (4,8)                               | 122,2 (4,8)                               | 116,2 (4,6)                               | 86,9 (3,4)                                | 66,2 (2,6)                                | 63,6 (2,5)                                | 65,1 (2,6)                                | 972,8 (38,3)                              |
| Font: Weather and climate in Memmingen    |                                           |                                           |                                           |                                           |                                           |                                           |                                           |                                           |                                           |                                           |                                           |                                           |                                           |

## Fills il·lustres
- Christoph Rheineck (1748-1797), fou un compositor musical.[2]